# Wróbel pustynny
Wróbel pustynny (Passer simplex) – gatunek małego ptaka z rodziny wróbli (Passeridae). Występuje nieregularnie na Saharze, lecz zasięg jest słabo poznany, przedstawiciele gatunku podejmują nomadyczne wędrówki. Nie jest zagrożony wyginięciem.

## Taksonomia
Po raz pierwszy gatunek opisał Martin Lichtenstein w 1823. Holotyp pochodził z Ambukol (Dongola, Sudan). Przynajmniej w 1899 przechowywany był w Muzeum Historii Naturalnej w Berlinie. Autor nadał nowemu gatunkowi nazwę Fringilla simplex. Obecnie (2019) Międzynarodowy Komitet Ornitologiczny (IOC) umieszcza wróbla pustynnego w rodzaju Passer. Wyróżnia 2 podgatunki, podobnie jak autorzy HBW. Ich zasięg występowania i odrębność morfologiczna wymagają dalszych badań, gdyż osobniki o upierzeniu przypisywanym do danego podgatunku bywają znajdowane w niepasującym do dotychczas znanego zasięgu.
Dawniej za podgatunek wróbla pustynnego uznawany był wróbel popielaty (P. zarudnyi), opisany przez Teodora Pleskego w 1896. W 2009 został wydzielony przez Kirwana et al, w 2013 decyzję wsparli Sandster et al. Przedstawicieli tych dwóch gatunków odróżniają rozmiary ciała i upierzenie. Różnice te szczególnie są widoczne u samic, jako że u wróbli popielatych dymorfizm płciowy jest znacznie zredukowany. Sekwencje mtDNA przedstawicieli obydwu gatunków różnią się w 5%.

## Podgatunki i zasięg występowania
IOC wyróżnia następujące podgatunki:
- P. s. saharae Erlanger, 1899[5] – północno-zachodnia Sahara na wschód po centralną Libię, dalej na południe co najmniej po Mauretanię i południową Algierię (Ahaggar)[4]; występuje do około 15 km od wybrzeża Oceanu Atlantyckiego[11]. W 1988 pierwszy raz stwierdzono lęgi w Maroku[12]. W grudniu 2004 po raz pierwszy odnotowano wróbla pustynnego w Gambii. Był to prawdopodobnie zabłąkany osobnik podgatunku P. s. saharae[13];
- P. s. simplex (Lichtenstein, 1823) – południowa Sahara od centralnego Mali na wschód po Niger, północny Czad, południowy Egipt oraz północno-zachodni i centralny Sudan[4]; w latach 80. XX wieku uznawany był za niemal wymarłego w Sudanie ze względu na brak obserwacji z tego stulecia[11], których w latach 1935–1986 było 9, choć prawdopodobnie nie zostały opublikowane[14][7].

## Morfologia
Długość ciała wynosi 13,5–15 cm, masa ciała 18–21 g. Wymiary szczegółowe podane w milimetrach, bez uwzględnienia podgatunków, przedstawiono w poniższej tabeli.
| Płeć   | n  | Długość skrzydła | Długość ogona | Długość górnej krawędzi dzioba |
| ------ | -- | ---------------- | ------------- | ------------------------------ |
| Samce  | 24 | 77,63 ± 2,19     | 57,19 ± 2,26  | 13,05 ± 0,59                   |
| Samice | 20 | 73,68 ± 2,76     | 54,43 ± 1,83  | 12,54 ± 0,49                   |

W upierzeniu widoczny dymorfizm płciowy. U samca wierzch ciała jasny, żółtoszary, kuper i pokrywy nadogonowe kremowe. Kantarek czarny, podobnie jak obszar tuż za okiem. Policzki jasnopłowe, prawie białe. Czarny śliniak ciągnie się aż po pierś, gdzie rozszerza się na boki. Skrzydła czarno-szare z czernią na lotkach II rzędu i końcówkach lotek I rzędu oraz na środku skrzydła, co wyraźnie widać w locie. Obecne są również dwa białe paski skrzydłowe. Ogon szary. Dziób czarny w sezonie lęgowym, poza nim o barwie rogowej. U samicy wierzch ciała jest bardzo jasny, piaskowopłowy. Spód ciała białawy, nieco płowy. Skrzydła ubarwione jak wierzch ciała, jednak z popielatymi końcówkami I rzędu. Dziób jasnobrązowy lub jasnożółty, niekiedy również ciemny. Tęczówka brązowa u ptaków obydwu płci. Samce podgatunku P. s. saharae według autora pierwszego opisu mają wyróżniać się znacznie ciemniejszym wierzchem ciała z brązowym nalotem, piaskowożółtym spodem ciała i mniej intensywną czernią wokół oka. Samice zaś opisano jako ogólnie ciemniejsze od tych podgatunku nominatywnego, ze słabo zaznaczonym ciemnym rysunkiem na skrzydle.

## Ekologia i zachowanie
Środowiskiem życia wróbli pustynnych są wadi z drzewami i krzewami oraz oazy, nie sama otwarta pustynia. Choć kojarzone z terenami piaszczystymi, nie występują na ergach. W zamieszkiwanych przez nie dolinach rosną między innymi Tamarix articulata, daktylowce właściwe (Phoenix dactylifera), Calligonum comosum, janowce retam (Raetama raetam) i Aristida pungens. Pojawiają się też przy studniach i innych strukturach stworzonych przez ludzi. Na terenach bezdrzewnych widuje się jedynie pojedyncze pary.
Zwyczaje wróbli pustynnych są słabo poznane. W porównaniu do innych wróbli są mniej towarzyskie, być może wynika to z rzadkiego rozmieszczenia, które uniemożliwia tworzenie dużych stad. Poza sezonem lęgowym przeważnie widywane są w parach, niekiedy w małych grupach liczących do 10 osobników, a w bardziej sprzyjającym środowisku – do 50. Wróble pustynne chętnie schodzą na ziemię celem szukania pożywienia, poza tym większość czasu spędzają na drzewach. Odpoczywają grupowo w krzewach. Czasem żerują wspólnie z wróblami zwyczajnymi (P. domesticus). Żywią się głównie nasionami pustynnych krzewów i mniejszych roślin, w tym traw, między innymi Panicum turgidum, Aristida pungens. Zjadają również bezkręgowce – gąsienice, ćmy, muchówki i pajęczaki.
Poruszają się skacząc, zostawiają ślady co około 15 cm. Skacząc przybierają pozycję dającą u obserwatora wrażenie stosunkowo długich nóg.
Przynajmniej do 1994 jedyne informacje o głosie wróbli pustynnych pochodziły wyłącznie z przygodnych obserwacji. Podane zostały w transkrypcji angielskiej. Pieśń składa się z 7–10 świergoczących dźwięków, ma przypominać pieśń pliszki siwej (Motacilla alba). Po wysokim delikatnym dźwięku słyszalne są trzy miękkie, głębokie, przypominające głos wróbli zwyczajnych (P. domesticus). Zawołanie opisywano jako przypominające głos wróbla domowego lub głos ostrzegawczy mazurka (P. montanus), miększe i bardziej melodyjne niż u wróbla śródziemnomorskiego (P. hispaniolensis). W locie odzywają się cichym szczebiotem, miękkim jip podobnym do głosu dzwońca zwyczajnego (Chloris chloris); inny autor również opisał głos w locie jako podobny do tego u dzwońca, lecz miększy. Inni zaś opisywali wróble pustynne jako milczące lub odzywające się nieprzykuwającymi uwagi głosami, jak przytłumione chu.

### Lęgi

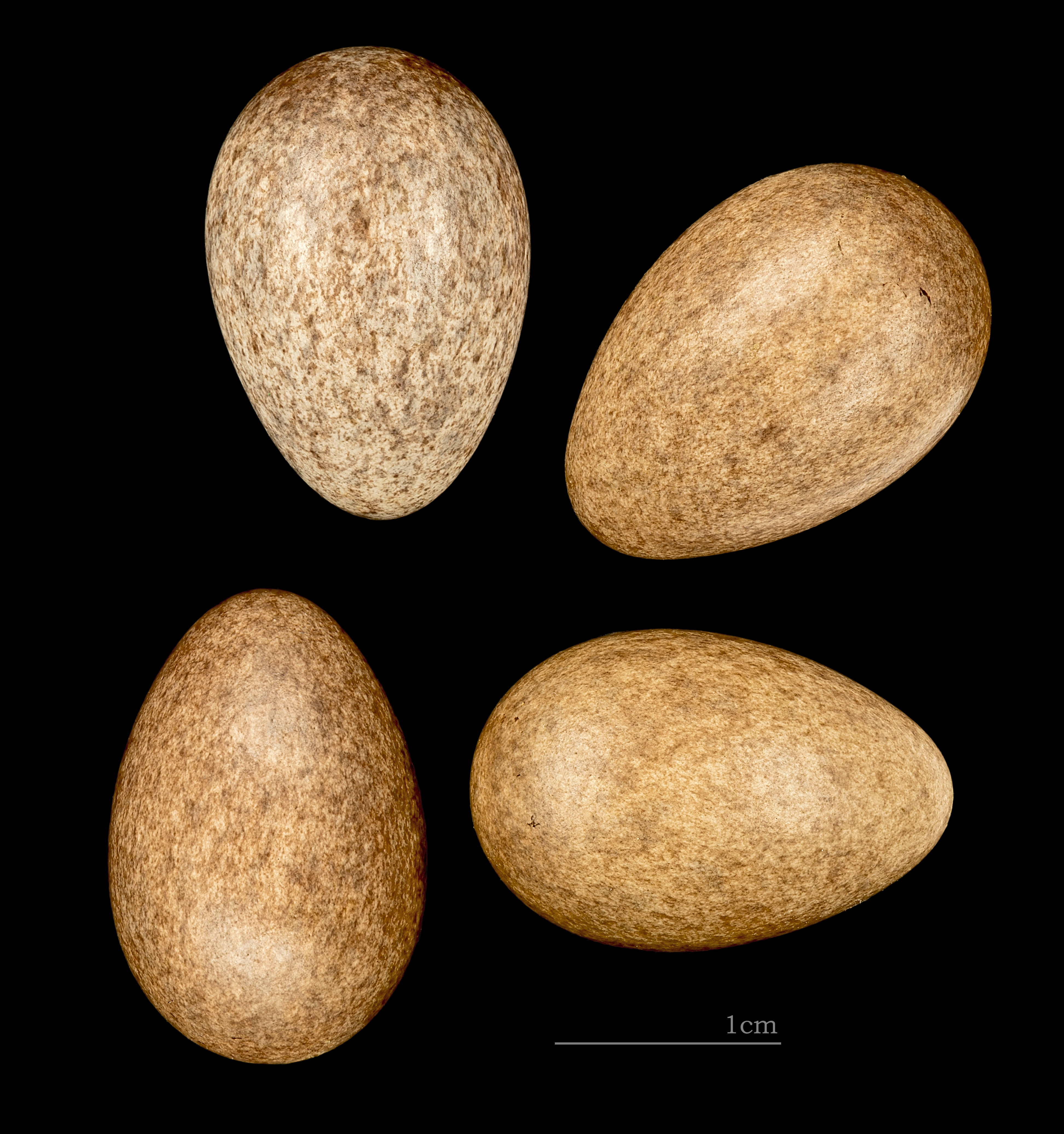
Jaja wróbla pustynnego z Algierii

W północnej Afryce lęgi stwierdzano od marca do czerwca, w Nigrze i Mali – od maja do września, w Mauretanii – w lutym, w południowej części Sahary – od września do listopada. Być może wróble pustynne wyprowadzają dwa lęgi w roku. Gniazda zakładają w różnych zagłębieniach – w drzewach, opuszczonych budynkach, ścianach studni czy usypanych z kamieni piramidek służących jako punkty orientacyjne. Obydwa ptaki z pary biorą udział w budowie gniazda. Dwie współczesne monografie poświęcone wróblom nie wspominają o wyglądzie gniazda wróbli pustynnych. Informacje z początku XX wieku mówią o dużej, zwartej strukturze utworzonej ze źdźbeł Desmostachya bipinnata, wełny i pierza. Trzy zbadane gniazda miały kształt zbliżony do dzbana, przypominały gniazda niektórych wikłaczy Ploceus. Z zewnątrz wyglądały na chaotycznie zbudowane z włókien kory daktylowców, fragmentów nasion Aristida, skrawków papieru i sierści. Stwierdzono też długi fioletowy fragment włóczki pochodzący z odzieży. Wewnętrzna struktura gniazd była starannie upleciona z włókien kory. Wnętrze wyściełały bardzo delikatne włókna z kory i suche trawy z niewielką domieszką piór i sierści.
Zniesienie liczy od 2 do 5 jaj. Skorupka biała, pokryta różnorodnymi brązowymi i szarofioletowymi plamami. Wymiary 32 jaj należących do P. s. saharae: 18–21,3 na 13–16,3 mm, dla 6 jaj P. s. simplex: 19,3–20,5 na 14,2–15 mm. Czas inkubacji jest nieznany. W niektórych źródłach traktujących wróbla pustynnego i popielatego za jeden gatunek można odnaleźć informacje dotyczące wróbla popielatego jako odnoszące się do wróbla pustynnego bez wyraźnego zaznaczenia tego. Rozród wróbli pustynnych nie został jednak dobrze zbadany. Przez dawny brak rozróżnienia wróbli popielatych niektóre informacje na ich temat podawano jako dotyczące wróbli pustynnych. Biorąc pod uwagę konieczność ich wykluczenia przy używaniu starszych źródeł stwierdzić można, że przynajmniej do 1994 nie było żadnych dokładnych badań nad rozmnażaniem wróbli pustynnych. W Maroku obserwowano karmienie młodych przez obydwa ptaki z pary, przy czym w około ⅔ przypadków do młodych przylatywał samiec. Pisklęta otrzymywały bezkręgowce.

## Status i zagrożenia
IUCN uznaje wróbla pustynnego za gatunek najmniejszej troski nieprzerwanie od 2012 (stan w 2019). BirdLife International uznaje trend liczebności populacji za prawdopodobnie spadkowy. Uzasadnieniem jest niszczenie środowiska życia wróbli pustynnych, jednak nie podano szczegółów. Są lokalnie pospolite, rzadsze we wschodniej części zasięgu. Nieregularne używanie danych miejsc gniazdowania utrudnia określenie trendu liczebności populacji.